# Gustav Dahlmann Birch

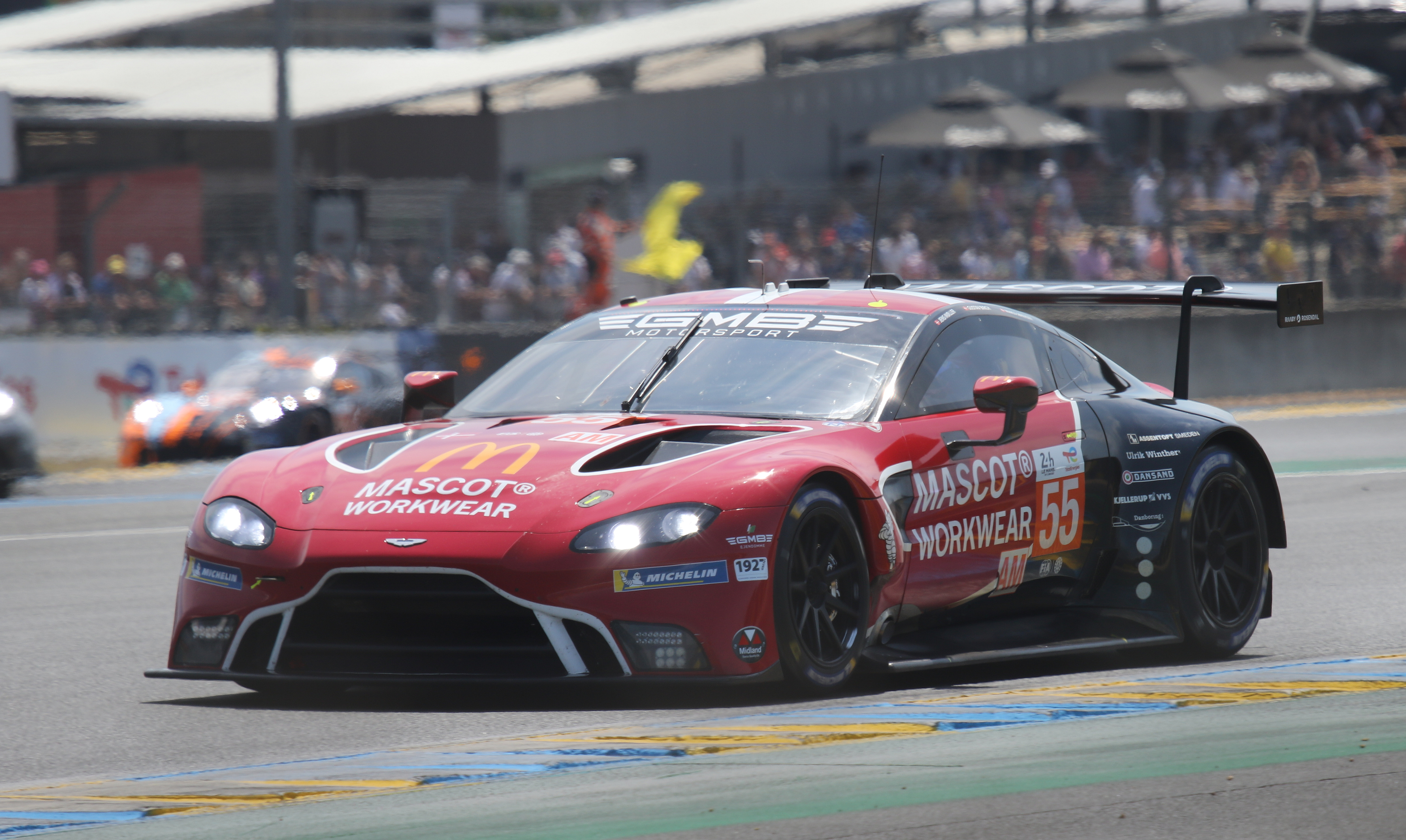
Der Aston Martin Vantage AMR von Gustav Dahlmann Birch, Jens Møller und Marco Sørensen beim 24-Stunden-Rennen von Le Mans 2023

Der von Gustav Dahlmann Birch beim Road to Le Mans 2022 gefahrene Honda NSX GT3

Gustav Dahlmann Birch (* 11. Juli 2003 in Ans) ist ein dänischer Autorennfahrer.

## Karriere als Rennfahrer
Im Unterschied zu vielen Fahrern seiner Generation verzichtete Gustav Dahlmann Birch zu Beginn seiner Karriere auf Einsätze im Monoposto und fuhr gleich GT- und Sportwagenrennen. 2020 startete er in der dänischen Tourenwagen-Meisterschaft und für das Team von Mikkel Pedersen auf einem Porsche 911 GT3 in der heimischen Endurance Championship, die er an der zweiten Stelle beendete.
Nach zwei weiteren Saisonen im dänischen GT- und Tourenwagensport gab er 2023 sein Debüt in der European Le Mans Series. Beim 4-Stunden-Rennen von Barcelona fiel er im Aston Martin Vantage AMR bereits in der Anfangsphase des Rennens nach einer Kollision mit anderen Rennteilnehmern aus. Auch die erste Teilnahme beim 24-Stunden-Rennen von Le Mans, endete mit einem Ausfall. 

## Statistik

### Le-Mans-Ergebnisse
| Jahr | Team           | Fahrzeug                 | Teamkollege | Teamkollege    | Platzierung | Ausfallgrund |
| ---- | -------------- | ------------------------ | ----------- | -------------- | ----------- | ------------ |
| 2023 | GMB Motorsport | Aston Martin Vantage AMR | Jens Møller | Marco Sørensen | Ausfall     | Unfall       |

### Einzelergebnisse in der FIA-Langstrecken-Weltmeisterschaft
| Saison | Team           | Rennwagen                | 1   | 2   | 3   | 4   | 5   | 6   | 7   |
| ------ | -------------- | ------------------------ | --- | --- | --- | --- | --- | --- | --- |
| 2023   | GMB Motorsport | Aston Martin Vantage AMR | SEB | POR | SPA | LEM | MON | FUJ | BAH |
| 2023   | GMB Motorsport | Aston Martin Vantage AMR | DNF |     |     |     |     |     |     |